# ROH Field of Honor
ROH Field of Honor é um evento em pay-per-view de luta livre profissional realizado pela promoção americana Ring of Honor (ROH) desde 2014. Suas duas edições aconteceram em agosto e no MCU Park, arena localizada no Brooklyn, Nova Iorque, Nova Iorque. Após a transmissão do evento, ele é posto a venda em DVD e através de vídeo sob demanda.

## Eventos
| # | Evento                | Data                 | Cidade                             | Lugar    | Público | Evento principal                                                                                 | Ref(s)      |
| - | --------------------- | -------------------- | ---------------------------------- | -------- | ------- | ------------------------------------------------------------------------------------------------ | ----------- |
| 1 | Field of Honor (2014) | 12 de agosto de 2014 | Brooklyn, Nova Iorque, Nova Iorque | MCU Park | 1.500   | Michael Elgin (c) vs. Adam Cole vs. A.J. Styles vs. Jay Briscoe pelo pelo ROH World Championship | [ 3 ] [ 4 ] |
| 2 | Field of Honor (2015) | 22 de agosto de 2015 | Brooklyn, Nova Iorque, Nova Iorque | MCU Park | 2.000   | Jay Lethal e Shinsuke Nakamura vs. reDRagon (Bobby Fish e Kyle O'Reilly)                         | [ 5 ] [ 6 ] |